# Héloïse et Abélard (film)
Pour plus de détails, voir Fiche technique et Distribution.
Héloïse et Abélard (Stealing Heaven) est un drame historique britannique réalisé par Clive Donner et sorti en 1988.
Il s'agit d'un drame en costumes adapté d'Héloïse et Abélard, une romance médiévale française du XIIe siècle (une histoire vraie) de Pierre Abélard et Héloïse et sur un roman historique de Marion Meade. Il s'agit du dernier film de Donner avant sa mort en 2010.

## Synopsis
Pierre Abélard est un célèbre professeur de philosophie à l'école cathédrale de Notre-Dame et un défenseur de la raison. À une époque où les universitaires sont tenus à la chasteté, il tombe amoureux de l'une de ses étudiantes, Héloïse d'Argenteuil, une jeune femme de seize ans élevée dans un couvent, qui possède à la fois une curiosité intellectuelle et une vision rebelle de la condition inférieure des femmes dans l'Europe du XIIe siècle.
Lorsque leur relation est suspectée, l'oncle d'Héloïse, Fulbert, qui avait d'autres projets pour son mariage, travaille avec l'évêque de Paris pour y mettre un terme. Néanmoins, Abélard et Héloïse poursuivent leur relation ; ils font l'amour dans son lit et aussi dans une grange (ils sont entendus par une paysanne lorsqu'ils arrivent) et finissent par avoir un enfant, avant de se marier secrètement. Abélard lutte contre lui-même pour avoir agi contre la volonté de Dieu en aimant Héloïse. Son oncle se venge terriblement d'Abélard pour avoir ruiné les chances d'Héloïse d'obtenir un mariage avantageux.

## Fiche technique
- Titre français : Héloïse et Abélard[1]
- Titre original : Stealing Heaven[2],[3]
- Réalisation : Clive Donner
- Scénario : Chris Bryant, d'après le roman de Marion Meade
- Photographie : Mikael Salomon
- Montage : Michael Ellis
- Musique : Nick Bicât
- Décors : Maria Djurkovic
- Production : Andros Epaminondas, Simon MacCorkindale, Susan George
- Société de production : Amy International Artists, FilmDallas Pictures, Jadran Film
- Pays de production :  Royaume-Uni
- Langue originale : anglais britannique
- Format : couleurs - 1,33:1 - Son Dolby - 35 mm
- Genre : drame film historique
- Durée : 108 minutes
- Dates de sortie :
  - France : mai 1988 (Festival de Cannes 1988)

## Distribution
- Derek de Lint : Pierre Abélard
- Kim Thomson (en) : Héloïse d'Argenteuil
- Denholm Elliott : Fulbert
- Bernard Hepton : Bischof
- Mark Jax : Jourdain
- Kenneth Cranham : Suger
- Patsy Byrne : Agnès
- Cassie Stuart : Petronilla
- Andrew McLean : Gérard
- Timothy Watson : François

## Production
Le film a été tourné en Yougoslavie. Denholm Elliott avait déjà travaillé avec Donner, dans Tout ou rien (1964).